# بودنغ الخبز
بودنغ الخبز (بالإنجليزية: Bread pudding)‏، وهي حلوى قائمة على الخبز تحظى بشعبية في مطابخ العديد من البلدان، وتُصنع من الخبز القديم والحليب أو الكريمة، وتحتوي عمومًا على البيض، وهو شكل من أشكال الدهون مثل الزيت أو الزبدة أو الشحم، ويعتمد ذلك على ما إذا كان البودينغ حلوًا أو مالحًا، مجموعة متنوعة من المكونات الأخرى. قد تستخدم بودنغ الخبز الحلو السكر أو الشراب أو العسل أو الفاكهة المجففة أو المكسرات بالإضافة إلى التوابل مثل القرفة أو جوزة الطيب أو الصولجان أو الفانيليا. ينقع الخبز في السوائل ويخلط مع المكونات الأخرى ويخبز.